# 半角文字列板
半角文字列板（はんかくもじれついた）は、インターネット上の匿名掲示板2ちゃんねるの外郭掲示板であるPINKちゃんねるに設置されていた掲示板の1つ。正式名称は半角文字列掲示板（はんかくもじれつけいじばん）。 略称は半角（はんかく）、半文字（はんもじ）、文字列（もじれつ）など。主に成人向け実写系画像・動画などの話題を扱う。18歳未満の利用は禁止である。
他にもインターネット上で同様の板名なども見られるが、本項では説明しない。

## 概要
成人向けを前提とした、性的な実写（いわゆる"3次元"）系の画像や動画などの話題を扱う板である。同様のイラスト等のいわゆる2次元系の話題は半角二次元板で扱われる。PINKちゃんねる内の掲示板につき、18歳未満の利用は禁止である。
1日当たりの書き込み数は約1,800件程度（2008年1月中旬現在）であり、2ちゃんねるを含む他の板と比べると極端に多い方ではない（235位/788板中）。しかし、投稿されたレス内に記述されたURL（板名の「半角文字列」とは、このことである）がカウンタ付きのアップローダー内のファイルの場合だとダウンロード数が参照出来るが、その数がスレッドの当該ファイルへのレス数を遙かに上回ることもよくあり、DOMの比率が高いことが窺える。またそれに伴い、潜在的なROMは更に多いものと推測出来る。
スレッド的には、
- 総合的なエロ関係のスレッド
- 特定のAV女優や有名人専門のスレッド
- 特定の(主に女性の)身体的部位・シチュエーション・フェチ的話題に関連するスレッド
- 「勇気が無くて見れない画像解説スレin半角[注 2]」や「どんなくだらねぇ質問にもマジレスするスレ 」他に代表される質問・回答系スレッド
- エロ画像などを入手するために必要な知識・技術から派生した話題のスレッド
- 特定のアップロード先に関連したスレッド
- 雑談系スレッド[注 3]

などがある。
掲示板ローカルルールにも書かれているが、イタズラ目的と思われるリモートホスト晒しを誘う書込やウイルス、ブラクラ、精神的ブラクラなどのリンクが投稿されている場合も多く、利用に関しては自己責任による注意が求められる傾向にある。
また、昨今の社会情勢を反映して児童ポルノに関係する書き込みに対しては、迅速な自治的削除活動がなされる傾向がある。

## 利用者
この板を雑談系板・実用系板のいずれかに分類するならば、PINKちゃんねる内のカテゴリ上で「案内・雑談」でなく「画像・動画」でカテゴリされているように（色々な意味で）「実用系板」であると言えるため、2ちゃんねる内各板からも薄く広く横断的に利用者（主に男性）がエロを求めて来訪していると考えられる。
また、雑談系のスレッドも存在するが、前述のDOM比率の高さも相まって、比較的活発な発言は雑談カテゴリ系板よりは出難い環境であると言える。
しかしながら、雑談系スレッドも多かった板分割前からの古参住人の気質的には、比較的情に厚い部分もあり、「明日首吊ので最後のオナニ用の画像下さい」などの有名な泣ける系スレッドも存在していたこともある。さらには、「1000行くたび板を転々とするスレッド」（通称：ジプシースレ）の発祥（出発点）の板でもある。

## 板名の由来
板名の由来は、ウェブサイトやアップロードされたファイルのURLである半角英数字の文字列が頻繁に投稿されていることからであるが、それ以前にあめぞう掲示板時代に存在した「英数半角文字列スレッド」がその手本となっていると言われている。

## 名無し名の由来
既定名無し名は「/名無しさん[1-30].jpg」である。これはダウンロードマネージャ「Irvine」（旧Iria）のファイル名指定の書式（いわゆる正規表現の亜種）から来ている。同一ディレクトリ内にアップロードされた連番ファイルを一括してダウンロードするためのもので、この場合だと、｢名無しさん1.jpg｣から｢名無しさん30.jpg｣までの30個の連番ファイルを一括してダウンロードすることになる。

## 歴史
| 年月日     | 内容 | サーバ名         |
| ---------- | --- | ---------------- |
| 1999/09頃  | 新設 | jbbs.net         |
| 2000/01/05 | 休止 |                  |
| 2000/12/19 | 復活 | www.bbspink      |
| 2001/06/18 | サーバ移転 | www2.bbspink     |
| 2001/10/23 | サーバ移転 | okazu.bbspink    |
| 2001/12/11 | サーバ移転 | www2.bbspink     |
| 2001/12/22 | サーバ移転 | wow.bbspink      |
| 2002/01/03 | 板分割（詳細は次節参照）                                                                                                |                  |
| 2002/03/05 | サーバ移転 | vip.bbspink      |
| 2002/08/08 | サーバ移転 | okazu.bbspink    |
| 2004/04/13 | サーバ移転 | peach.bbspink    |
| 2004/04/16 | サーバ移転 | idol.bbspink     |
| 2004/08/05 | サーバ移転 | sakura01.bbspink |
| 2006/07/18 | 「大人の時間」から「BBSPINK」へ 2chのbbsmenuにおけるカテゴリ表記変更                                                    |                  |
| 2007/12/26 | 騒動に端を発したpink鯖規制解除の際に pink鯖の各板でスクリプトによるスレ乱立荒らし発生 圧縮によるdat落ち続出の被害が出る |                  |
| 2008/02/02 | サーバ移転 | venus.bbspink    |
| 2011/02/09 | サーバ移転 | kilauea.bbspink  |
| 2020/11/04 | 閉鎖 |                  |

## 板分割
2002年1月、 夜勤 ★氏より半角文字列板のアクセス分散を目的として板分割が提案され、最初に二次元系を扱う板として半角二次元板が設置され、さらに板人口比率が50：50には別れないであろうとの判断により、アクセス分散上のバランスを取るためにもう1板の設置が提案され、当時ID表示なしであった半角文字列板に対して強制ID表示ありの半角かな板が設置された。
当時のID表示状況は、
- 半角文字列板：なし
- 半角二次元板：任意ID
- 半角かな板：強制ID

となっていたが、その後いずれの板も強制ID表示となり、更に旧大人の時間カテゴリの相次ぐ板設置により半角系板の人口流出に拍車がかかり､半角かな板の存在意義が曖昧な状況となっている。

## ローカルルール
板トップページのhead.txtには「使用上の注意」として、要約すると次の点が挙げられている。（2008年8月現在）
- 個人サイトのURL晒しを目的としたスレッド創設は原則不可。
- スレッドの趣旨[注 7]に合わない個人サイトのURLが貼られ、そのサイトが荒らされた時は、当該レスは削除対象。
- その他のURL貼り付けやブラクラなどについては、削除ガイドラインに準じる。
- 名前欄にfusianasan,mokorikomo[注 8]の書込を促すレスは、リモートホスト晒しの罠なので実行しない。
- ブラクラの場合があるので、怪しいURLは事前検査を薦める。
- 新スレッドを立てる前に、同様のテーマを扱ったスレッドがないか過去ログを検索。

上記内容が基本的なローカルルールに相当するものと言える。加えて掲示板トップのバナーに書かれている文面の内容について以下に抜粋する。
- ﾊｧﾊｧ
- ｱﾌﾟﾛﾀﾞまだ？
- 直リンすんなｳﾞｫｹ！
- >>96はブラクラ
- 期待age
- 欲しけりゃsageろｺﾞﾙｧ!
- 田中真紀子のポロリ画像下さい
- んなもんあるかｺﾞﾙｧ!!

## 1000.txt
1スレッドのレス保持数は基本的に1000件が上限であり、1001レス目（投稿タイミングによっては稀に1002や1003にずれ込む場合あり）に設定されたメッセージが生成・表示される。これは「板アドレス」＋「1000.txt」で確認することが出来る。
現時点（2008年8月）での内容は、PCに向かっているモナーが、画面に表示されている「zip解凍後あややで　P=今日8」というメッセージに対して、「何、この解凍法…？」と振り向きながら困惑しているアスキーアートである。

## SETTING.TXT
投稿時の文字容量などの各種設定が他板に比べて比較的厳しい板であり、その設定は前節のように「板アドレス」＋「SETTING.TXT」で確認することが出来る。
現時点（2008年8月）での内容は次の通りである。
| SETTING.TXT項目       | 値   | 内容                                                                          |
| --------------------- | ---- | ----------------------------------------------------------------------------- |
| BBS_LINE_NUMBER=      | 8    | 1レス最大改行数（2倍値）→16行                                                 |
| BBS_SUBJECT_COUNT=    | 48   | スレッドタイトル最大バイト数                                                  |
| BBS_NAME_COUNT=       | 64   | 名前欄の最大バイト数                                                          |
| BBS_MAIL_COUNT=       | 64   | メール欄の最大バイト数                                                        |
| BBS_MESSAGE_COUNT=    | 1024 | 一回の投稿レスの最大バイト数                                                  |
| BBS_THREAD_TATESUGI=  | 32   | 同一IP群からのスレ立て規制数                                                  |
| timecount= timeclose= | 12 3 | 書き込みIP記録数 ↑中の同一IP確認数 （直近12個のIP中3個まで可。4個目から規制） |
| Samba24=              | 30   | 連続投稿警告秒数                                                              |